# Wellington Katzor de Oliveira
Wellington Katzor de Oliveira (sinh ngày 4 tháng 9 năm 1981) là một cầu thủ bóng đá người Brasil.

## Sự nghiệp câu lạc bộ
Wellington Katzor de Oliveira đã từng chơi cho Avispa Fukuoka và Giravanz Kitakyushu.